# Negative
Negative is een Finse rockband uit Tampere. Zelf beschrijft de band hun muziek als emotionele rock. 

## Geschiedenis
De band werd opgericht in 1997 door drummer Jay Slammer, zanger en gitarist Jonne Aaron en bassist Jani. Vrij snel daarna werd gitarist Jyri aan de formatie toegevoegd. Toen Jani de band vervolgens verliet nam Jyri de baspartij over en ging een nieuw lid, Miro, gitaar spelen. Daarna verliet Jyri de band, zijn plaatsvervanger was Antti Anatomy, die tot op heden nog steeds de bassist van de band is. Gitarist Miro verliet de band in 2001. In zijn plaats kwamen in 2001 en 2002 de gitaristen Larry Love en Sir Christus. De toetsenist Mr. Snack kwam in 2004 bij de band. Op 15 januari 2008 verliet Sir Christus de band, waarna deze verderging met alleen nog maar Larry Love als gitarist. Op 16 mei 2011 verscheen echter op Facebook een statement van Larry Love waarin stond dat hij uit de band stapte. De band speelde een tijd met Tuomas "Gary" Keskinen als sessiemuzikant voor optredens, en kondigde later Hannu "Hata" Salmi aan als nieuwe gitarist.

### Leden
- Jonne Aaron Liimatainen (zang, 1997 tot heden)
- Hannu 'Hata' Salmi (gitaar, 2011 tot heden)
- Antti 'Anatomy' Aatamila (bas, 2000 tot heden)
- Janne 'Mr. Snack/Nakki' Kokkonen (toetsen, 2003 tot heden)
- Janne 'Jay Slammer' Heimonen (drums, 1997 tot heden)

### Ex-leden
- Jani (bas)
- Jyri (gitaar, bas)
- Miro (gitaar, tot 2001)
- Jukka "Sir Christus" Mikkonen (gitaar, 2002 tot 2008)
- Lauri "Larry Love" Markkula (gitaar, 2001 tot 2011)

## Stijl
De muziek die de band maakt is een combinatie tussen harde rockriffs met mooie melodieën en emotionele teksten. Vanaf het album Sweet and Deceitful werd dit zeker duidelijker, doordat vanaf toen toetsenist Mr. Snack de band versterkte. De harde kant in de muziek is te verklaren doordat de ritmesectie van de band (Jay Slammer en Antti Anatomy) vooral inspiratie put uit metalbands als Slipknot en Metallica. De teksten van de nummers worden geschreven door Jonne Aaron en gaan meestal over zijn persoonlijke levenservaringen. De band zegt dat hun muzikale voorbeelden Guns N' Roses en Aerosmith zijn, wat ook terug te zien is in hun uiterlijk.

## Discografie

### Albums
- 2003: War Of Love
- 2004: Sweet & Deceitful
- 2006: Anorectic
- 2008: Karma Killer
- 2009: God likes your style (B-kanten)
- 2010: Neon

### Singles
- 2003: The Moment Of Our Love (re-Release 2005)
- 2003: After All
- 2003: Still Alive
- 2004: Frozen To Lose It All (re-Release 2005)
- 2004: In My Heaven (re-Release 2006)
- 2005: Bright Side – About My Sorrow
- 2005: Dark Side – Until You're Mine
- 2005: My My/Hey Hey (Out Of The Blue)
- 2006: Planet Of The Sun
- 2006: Sinners' Night/Misty Morning
- 2007: Fading Yourself
- 2008: Won't Let Go
- 2008: Giving Up!
- 2010: End Of The Line
- 2010: Jealous Sky
- 2011: Believe

### Dvd's
- 2008: In The Eye Of The Hurricane

### Muziekvideo's
- "The Moment of Our Love"
- "The Moment of Our Love" (Duitse versie)
- "Frozen To Lose It All"
- "Frozen To Lose It All" (Estische versie)
- "In My Heaven"
- "Planet of the Sun"
- "Sinners Night/Misty Morning"
- "Too much love will kill you" (Negative ft. Dead by Gun & Jann Wilde) (Cover van Queen)
- "Won't Let Go"
- "End of the Line"
- "Jealous Sky"
- "Believe"
- "Fucking Worthless"
- "Love That I Lost"

## Gerelateerde bands of artiesten
Het jongere broertje van Jonne Aaron, Ville Liimatainen is de zanger van de band Flinch. De manager van beide bands is de oudere broer van de twee, Tommi Liimatainen. 
Sir Christus speelde voordat hij in Negative terechtkwam gitaar in de band Bloodpit, waarin zijn jongere broer de zanger was. Tegenwoordig is die broer bezig met zijn soloproject onder de naam Matthau Mikkojan.
Negative nam een cover op van het nummer 'Too Much Love Will Kill You' (oorspronkelijk van Queen), samen met Jussi Selo (Uniklubi), Jann Wilde (Jann Wilde & Rose Avenue en Jann Wilde & The Neon Comets) en Christian (Dead by Gun). Er is ook een videoclip van dit nummer verschenen.
De band heeft onder andere getoerd met bekende Finse bands als The Rasmus en HIM.